# Église Saint-Loup de Courlon-sur-Yonne
Pour les articles homonymes, voir Église Saint-Loup.
L'église Saint-Loup est une église catholique située à Courlon-sur-Yonne, en France.

## Localisation
L'église est située dans le département français de l'Yonne, sur la commune de Courlon-sur-Yonne.

## Historique
L'édifice est classé au titre des monuments historiques depuis le 29 juin 1912. Elle est placée sous le vocable de Saint-Loup.